# Sylke Zimpel
Sylke Zimpel (* 10. September 1959 in Dresden) ist eine deutsche Komponistin, Chorleiterin und Dozentin. Sie lebt und arbeitet in Dresden.

## Leben
Zimpel besuchte von 1971 bis 1978 das Konservatorium Cottbus. Anschließend studierte sie von 1978 bis 1983 an der Hochschule für Musik „Carl Maria von Weber“ Komposition bei Karl-Rudi Griesbach und Wilfried Krätzschmar sowie 1990 bis 1993 an der Hochschule für Musik Franz Liszt Weimar bei Jürgen Puschbeck und 1993 bis 1994 am Conservatoire National Supérieur de Musique in Lyon bei Nicole Corti-Lyant und Bernard Tétu das Fach Chorleitung.
Sie gründete 1986 die chorbühne TRITONUS, deren Chor sie seither leitet. Mit der Chorbühne bekam Zimpel mehrere Auszeichnungen für die meist in szenischer Form aufgeführten musikalischen Programme. Außerdem gründete sie 1995 den Frauenchor femmes vocales, den sie ebenfalls leitet.
Neben ihrer Tätigkeit als Chorleiterin hat Sylke Zimpel sich vor allem als Komponistin von Chorwerken für gemischte und für Frauenchöre einen Namen gemacht. Dabei bilden Volksliedbearbeitungen osteuropäischer Weisen (darunter viele jiddische Lieder) einen Schwerpunkt.

## Auszeichnungen
- 3. Preis beim Kompositionswettbewerb der Carl-Engels-Stiftung (1992)
- Preis beim 1. Internationalen Kompositionswettbewerb des Fördervereins Interkultur (1998)
- Stipendiatin des Landes Sachsen im Künstlerhaus Schloss Wiepersdorf (1998 und 2002)
- Preis beim 1. Kompositionswettbewerb des Sächsischen Musikrates (2000)
- 1. Preis beim Kompositionswettbewerb des Chorverbandes Niedersachsen/Bremen in der Kategorie Frauenchor (2001)
- Stipendienaufenthalt in der Casa Baldi in Olevano Romano/Italien - Stipendium des Bundesbeauftragten für Kultur und Medien (2007)
- Preis im 1. Kompositionswettbewerb des Kroatischen Chorleiterverbandes (2008)